# Archidiecezja Himsu (syryjska)
Archidiecezja Himsu (łac. Archidioecesis Hemesenus Syrorum (-Epiphaniensis-Nabikensis)) – archidiecezja Kościoła katolickiego obrządku syryjskiego w Syrii, podległa bezpośrednio syryjskokatolickiemu patriarsze Antiochii. Została ustanowiona w 1678 roku.